# Gaál Dániel
Gaál Dániel, névváltozat: Gál (Mezőberény, 1796. szeptember 8. – Hódmezővásárhely, 1863. szeptember 24.) református lelkész.

## Élete
Apja Gál Pál, a mezőberényi iskola rektora volt. A gimnáziumot Hódmezővásárhelyen, felsőbb iskoláit a Debreceni Református Kollégiumban végezte. A német nyelv megtanulása miatt egy éven át Szepes vármegyében nevelősködött, ezután a jászkiséri egyház rektora lett. Két év múlva Bécsbe utazott, teológiai tanulmányainak folytatása céljából. Itt a fiatal Csernovics Péter nevelésével bízták meg. 1826-ban a hódmezővásárhelyi egyház hívta meg lelkészének. Komoly tevékenységet fejtett ki a népnevelés terén, s egyik főérdeme, hogy újra létrehozta a szegedi református egyházközséget.

## Munkái
- Rövid halotti beszéd, melyet néh. nemz. Berecz Péter ur holttestének koporsóba tétele alkalmatosságával H.-M.-Vásárhelyen 1843. eszt. jan. 22. tartott. Szeged, 1843.
- Kisértetek. Rövid történetek az igazság országából. Wagner Sámuel után ford. Szeged, 1843.
- Gyászima, melyet Magyarország szeretett agg nádora fenséges főherczeg József végtisztességtételére készített, s febr. 24. 1847-ben elmondott. Szeged, 1847.
- A szegedi Phoenix, vagy az ujra éledő helvét hitvallású egyház. Szeged, 1855. (2. kiadás Szeged, 1856.)